# Synemon parthenoides
Synemon parthenoides is een vlinder uit de familie Castniidae. De wetenschappelijke naam van de soort werd in 1874 gepubliceerd door Rudolf Felder.
De soort komt voor in het Australaziatisch gebied.

## Synoniemen
- Synemon partita Strand, 1911